# 横山水库 (浙江省)
横山水库位于中国浙江省宁波市奉化区尚田镇（原横山镇），是以防洪、灌溉为主，结合发电、供水、养鱼等综合利用的大（二）型水库。
横山水库最早兴建于“大跃进”时期，1963年11月续建，1966年4月建成，总库容5008万立方米。1987年1月开始扩建，1993年12月完成主体工程，1995年12月竣工，升级为大型水库，扩建工程总投资1.06亿元。2009年开始除险加固，总投资8325万元。